# Regionalismo (politica)
In politica, il regionalismo è un'ideologia politica incentrata sullo "sviluppo di un sistema politico o sociale basato su una o più" regioni e / o gli interessi nazionali, normativi o economici di una specifica regione, gruppo di regioni o un'altra entità subnazionale, che guadagna forza o mira a rafforzare la "consapevolezza e lealtà verso una regione distinta con una popolazione omogenea", in modo simile al nazionalismo. Più specificamente, "il regionalismo si riferisce a tre elementi distinti: movimenti che richiedono l'autonomia territoriale all'interno degli stati unitari; l'organizzazione dello stato centrale su base regionale per la realizzazione delle sue politiche, comprese le politiche di sviluppo regionale; decentralizzazione politica e autonomia regionale".
Le regioni possono essere delineate da divisioni amministrative, culturali, linguistiche e religiose, tra gli altri. I regionalisti mirano ad aumentare il potere politico e l'influenza disponibile per tutti o alcuni residenti di una regione. Le loro richieste si presentano in forme "forti", come sovranità, separatismo, secessione e indipendenza, nonché campagne più moderate per una maggiore autonomia (come i diritti degli Stati, il decentramento o la decentralizzazione). I regionalisti favoriscono le confederazioni sugli stati nazionali unitari con forti governi centrali. Tuttavia, possono anche abbracciare forme intermedie di federalismo.
I sostenitori del regionalismo sostengono solitamente che il rafforzamento degli organi di governo e dei poteri politici all'interno di una regione, a spese di un governo centrale, andrà a beneficio delle popolazioni locali migliorando le economie regionali o locali, in termini di migliore responsabilità fiscale, sviluppo regionale, migliore allocazione delle risorse, attuazione di politiche e piani locali, competitività tra le regioni e, in definitiva, l'intero paese, in linea con il principio di sussidiarietà.